# Karl af Flandern
 Ikke at forveksle med Karl af Flandern (1903-1983).
Karl af Flandern eller Karl den Danske (død 1127) var greve af Flandern fra 1119 til sin død. Han var søn af kong Knud den Hellige og Edel, datter af grev Robert Friser af Flandern og tilhørte således både det danske og det flamske fyrstehus.
Han flygtede som barn sammen med sin mor til Flandern efter mordet på Knud den Hellige i 1086. I 1127 blev han myrdet i Skt. Donatiuskirken i Brugge af en sammensværgelse af riddere, styret af en af de familier, der stod for hamstringen af korn. Adelsmænd og borgerne i Brugge og Gent gjorde kort proces med de sammensvorne. Karl havde ingen arvinger, og lensherren, den franske konge, udpegede William Clito af Normandiet som hans efterfølger.
Karl blev i Flandern dyrket som helgen og martyr lige som sin fader. I 1883 blev han saligkåret.

## Liv og gerning
Efter Knuds død i 1086 flygtede Edel med den mindreårige Karl til Flandern, hvor denne opfostredes, først hos sin moders fader og efter dennes død hos sin moders broder, den berømte korsfarer Robert 2. af Flandern (død 1111). Karl drog selv afsted på korstog, og efter Robert II's død spillede han en betydelig rolle som rådgiver for dennes søn Balduin 7.; på den tid erhvervede Karl tillige grevskabet Amiens.

### Greve af Flandern
Da hans fætter, grev Balduin 7., blev hårdt såret i et slag i 1118, udpegede den barnløse greve Karl som sin arving. Efter Balduins død i 1119 blev Karl ifølge testamentarisk bestemmelse greve af Flandern, og det lykkedes ham at overvinde et modparti af storvasaller, der lededes af Balduins moder.
Eftertiden husker ham som Karl den Gode som følge af de gode gerninger, han udøvede. Som hersker udfoldede Karl lignende egenskaber som sin fader: han holdt strengt på retfærdighed, indskærpede almindelig landefred og forbød privatfejder, begunstigede præstestanden stærkt og rettede sig efter dens bud, blandt andet ved at udfolde en storstilet velgørenhed mod de fattige. Herved vandt han naturligvis præstestandens og folkets yndest og nåede en sådan anseelse, at han modtog tilbud om Jerusalems kongekrone i 1123 og to år senere om den tyske kejserkrone, men han afslog begge de ærefulde tilbud.

### Hjælp under hungersnød
I 1124-1126 blev Europa ramt af hungersnød. Greven forsøgte på alle måder at hjælpe de fattige med bespisning, uddeling af mad og tøj samt eftergivelse af skatter. Endvidere forbød han at brygge øl for, at det sparsomme korn, der var til rådighed, kunne bruges til brød.

### Mordet på Karl
Karls strenge foranstaltninger mod dem, som formentlig med urette havde svunget sig op fra ufri stand til at beklæde store stillinger, truede imidlertid direkte en mægtig slægt, hvis overhoved Bertulf var borgfoged i Brugge, ærkekapellan og kansler af Flandern, og dennes brodersøn, Burchard. Burchard lod dele af landet hærge, og som straf lod Karl hans gårde afbrænde.
Galbert af Brugge, som var Karls notar, har givet en detaljeret øjenvidneberetning, næsten i dagbogsform, om mordet på Karl den Gode. De skyldige var den såkaldte Erembald-klan, som havde tilegnet sig stor magt i Flandern. En af Erembalds sønner, Bertulf, var borgherre i Brugge og en anden, Bertulf, var prevot og kansler. Det var Bertulf, som nedladende kaldte Karl for "den Danske", og påstod at han aldrig var blevet greve uden hans hjælp. Det kom Karl for øre, at Erembald-klanen ikke hørte til de frie mænd i riget, men var af trælle-afstamning og rettelig tilhørte ham. Det gik ud over hele familien og fik nogle nevøer med Burchard i spidsen til at myrde Karl.
Slægten sammensvor sig mod Karl, der blev dræbt under en morgenandagt i Donatianskirken i Brugge den 2. marts 1127. Karl fik således et endeligt som faderen. Karl blev i lighed med sin fader gravlagt i den kirke, hvor han var blevet myrdet, to dage senere.
Nyheden om mordet spredte sig som en løbeild. Hurtigt fandt Karls støtter ud af, hvem der stod bag mordet, og Karls kammerherre fik samlet en hær af fodfolk og nogle få riddere, der belejrede borgen, hvor morderne og deres familie havde forskanset sig. Gerningsmændene blev straffet: Bertulf blev hængt, og Burchard blev  henrettet efter diverse pinsler. Andre medskyldige blev kastet ud fra tårnet i grevens borg.

### Følger
Der var en række kandidater til grevetitlen:
- Dirk 6. af Holland, søn af en af Karls fætre
- Vilhelm af Ypres, fætter til Karl
- Dirk (Thierry) af Alsace, fætter til Karl
- Vilhelm Clito, søn af Robert Curthose af Normandiet, og Ludvig 6.'s kandidat (Ludvig var Karls fætter og var vasalherre for greven af Flandern)
- Balduin 4. af Hainaut, en direkte efterkommer af Balduin 6. af Flandern og med det bedste arvekrav, og
- Arnold, en nevø af Karl (dattersøn af Knud den Hellige)

Ludvig 6. udpegede Vilhelm Clito, men det førte til oprør, hvorunder Vilhelm blive dræbt. Herefter blev Dirk af Alsace greve af Flandern.

### Mirakler
Ifølge en krønike begyndte der at ske mirakler umiddelbart efter Karls død: en krøbling, der fik berørt Karls friske blod, blev fuldstændig helbredt. Karls ben blev lagt i et skrin og hvert år på årsdagen for hans død blev, der afholdt en messe i Sankt Donatianskirke. Snart opstod der også rygter om hans hellighed, og der skete undere ved hans grav. Hans ry vandt så meget snarere udbredelse, som der efter hans død opstod store indre uroligheder, hvori også den franske konge Ludvig 6., hvem Karl altid havde været en tro vasal, blandede sig. Drabsmændene belejredes i borgen i Brugge og efter dens indtagelse i Donatianskirken, som med møje erobredes fra dem. Den af Ludvig beskyttede tronprætendent kunne dog ikke holde sig i landet, og med den franske konges indflydelse i disse egne var det foreløbig forbi.

## Helgenkåret
Karl blev saligkåret af paven i 1883.